# Burkhard Ziese
Burkhard Ziese (ur. 1 lutego 1944  – zm. 19 kwietnia 2010 w Ruppichteroth) – niemiecki trener piłkarski.

## Kariera trenerska
W swojej karierze trenerskiej Ziese prowadził reprezentacje narodowe. Był selekcjonerem reprezentacji Sudanu (1978-1980), klubu z Hongkongu (1983-1985), Tajlandii (1985-1986), Pakistanu (1987-1990), dwukrotnie Ghany (1990-1992, 2003), Bermudów (1994-1997), Zambii (1997-1998) i Malawi (2005-2006). Kadrę Zambii poprwadził w dwóch pierwszych meczach Pucharu Narodów Afryki. Podał się do dymisji po przegranym 0:4 meczu grupowym z Egiptem.